# Марко III Александријски
Патријарх Марко III (грч. Πατριαρχης Μαρκος Γ; 12. век - почетак 13. века) - епископ Александријске православне цркве, папа и патријарх Александрије и целе Африке (1180—1209), теолог.
О Марку III се врло мало зна. Хиротонисан је у Цариграду и одатле је дошао у Египат. Тамо је открио многе необичне обичаје и обреде међу египатским Мелкитима, будући да је већина александријских патријарха од 8. до раног 11. века долазила из земаља које су биле у поседу калифата и које су биле слабо повезане са грчко-византијском културом. Патријарх Марко је низ захтева о прихватљивости оваквих традиција упутио највећем византијском канонисти Теодору Балсамону, који је у својим одговорима инсистирао на уједињењу свих православних обреда по грчко-византијском моделу. Сачувана је збирка питања и одговора. Публикована је неколико пута, на пример, у 138. тому Грчке патрологије и у 4. тому Атинске синтагме.
За време његове патријаршије у Египту је избила страшна глад због ниског водостаја реке Нил.